# Bazoches-sur-Hoëne
Pour les articles homonymes, voir Bazoches (homonymie).
Bazoches-sur-Hoëne  est une commune française, située dans le département de l'Orne en région Normandie, peuplée de 833 habitants.
La commune a été chef-lieu du canton de Bazoches-sur-Hoëne jusqu'en 2015.

## Géographie
La commune se situe à l'ouest du Perche.
| Champeaux-sur-Sarthe        | Saint-Germain-de-Martigny | Saint-Ouen-de-Sécherouvre, Sainte-Céronne-lès-Mortagne |
| Champeaux-sur-Sarthe, Bures | Bazoches-sur-Hoëne        | Saint-Hilaire-le-Châtel                                |
| La Mesnière                 | Courgeoût                 | Saint-Hilaire-le-Châtel, Courgeoût                     |

### Hydrographie
La commune est située dans le bassin Loire-Bretagne. Elle est drainée par la Sarthe, un bras de la Sarthe, un bras de l'hoêne, l'Hoëne, le ruisseau de Blonde, le ruisseau de la Gobergère, le ruisseau de Launay et le ruisseau du Bondéro,,.
La Sarthe, d'une longueur de 314 km, prend sa source dans la commune de Soligny-la-Trappe, au hameau de Somsarthe, c'est-à-dire "sommet de la Sarthe", à une altitude de 250 mètres. Sur une grande partie de son cours, elle marque alors la limite entre les départements de l'Orne et de la Sarthe et conflue avec la Mayenne à Angers à une altitude de 15 mètres, pour former la Maine. 
L'Hoëne, d'une longueur de 13 km, prend sa source dans la commune de Sainte-Céronne-lès-Mortagne et se jette  dans la Sarthe à La Mesnière, après avoir traversé cinq communes. Les caractéristiques hydrologiques de l'Hoëne sont données par la station hydrologique située sur la commune de Merlerault-le-Pin. Le débit moyen mensuel est de 0,602 m3/s. Le débit moyen journalier maximum est de 11,4 m3/s, atteint lors de la crue du 22 janvier 1995. Le débit instantané maximal est quant à lui de 14,9 m3/s, atteint le 12 janvier 1993.

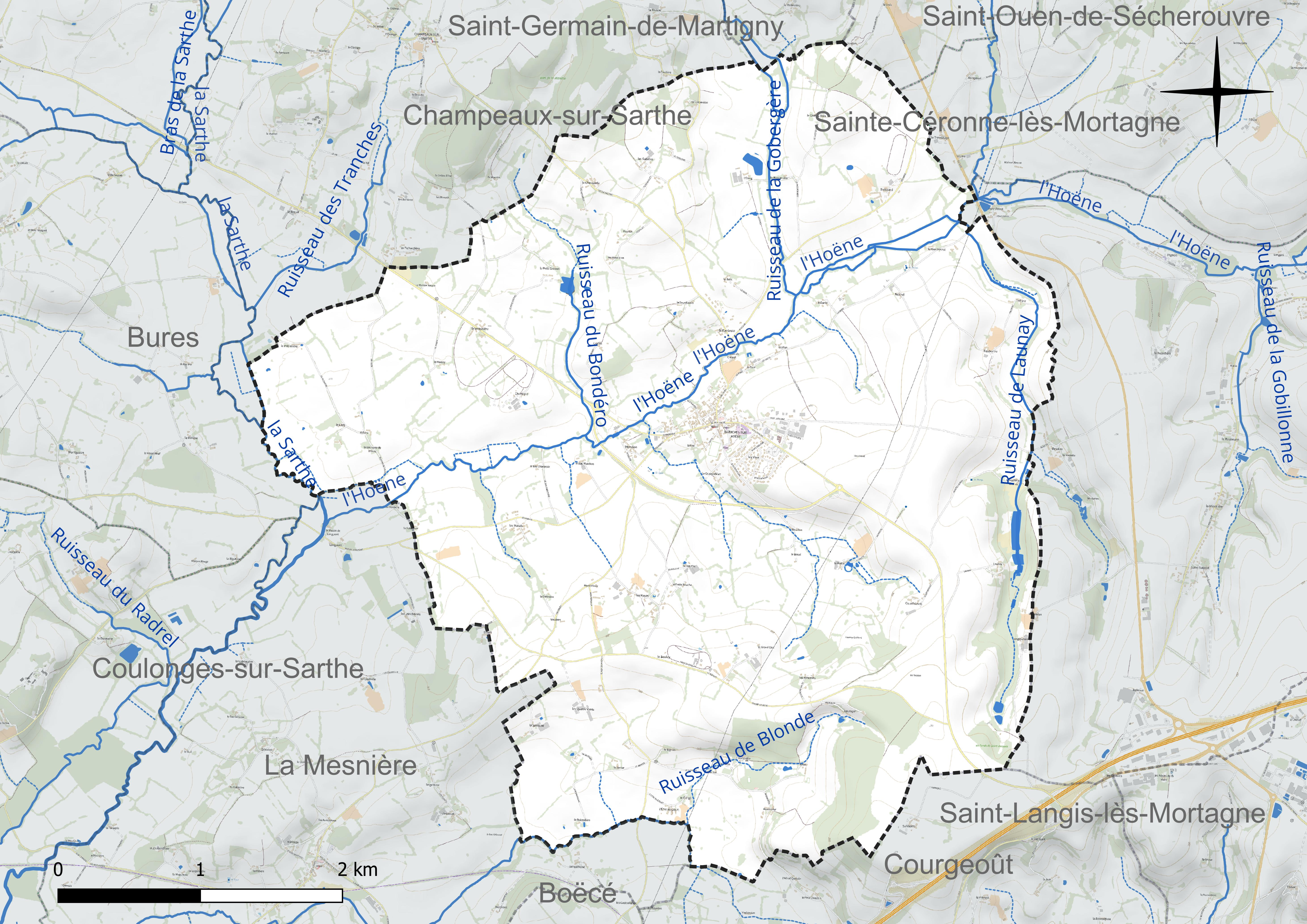
Réseau hydrographique de Bazoches-sur-Hoëne.

### Climat
Pour des articles plus généraux, voir Climat de la Normandie et Climat de l'Orne.
En 2010, le climat de la commune est de type climat océanique dégradé des plaines du Centre et du Nord, selon une étude du CNRS s'appuyant sur une série de données couvrant la période 1971-2000. En 2020, Météo-France publie une typologie des climats de la France métropolitaine dans laquelle la commune est exposée à un climat océanique altéré et est dans la région climatique Normandie (Cotentin, Orne), caractérisée par une pluviométrie relativement élevée (850 mm/a) et un été frais (15,5 °C) et venté. Parallèlement le GIEC normand, un groupe régional d’experts sur le climat, différencie quant à lui, dans une étude de 2020, trois grands types de climats pour la région Normandie, nuancés à une échelle plus fine par les facteurs géographiques locaux. La commune est, selon ce zonage, exposée à un « climat contrasté des collines », correspondant au Pays d'Ouche et au Perche et bénéficiant d’un caractère continental affirmé avec des précipitations atténuées et des amplitudes thermiques fortes.
Pour la période 1971-2000, la température annuelle moyenne est de 10,3 °C, avec une amplitude thermique annuelle de 14,2 °C. Le cumul annuel moyen de précipitations est de 777 mm, avec 12,4 jours de précipitations en janvier et 7,9 jours en juillet. Pour la période 1991-2020, la température moyenne annuelle observée sur la station météorologique la plus proche, située sur la commune de Saint-Hilaire-le-Châtel à 5 km à vol d'oiseau, est de 11,3 °C et le cumul annuel moyen de précipitations est de 732,0 mm,. Pour l'avenir, les paramètres climatiques de la commune estimés pour 2050 selon différents scénarios d’émission de gaz à effet de serre sont consultables sur un site dédié publié par Météo-France en novembre 2022.

## Urbanisme

### Typologie
Au 1er janvier 2024, Bazoches-sur-Hoëne est catégorisée commune rurale à habitat dispersé, selon la nouvelle grille communale de densité à sept niveaux définie par l'Insee en 2022.
Elle est située hors unité urbaine. Par ailleurs la commune fait partie de l'aire d'attraction de Mortagne-au-Perche, dont elle est une commune de la couronne,. Cette aire, qui regroupe 25 communes, est catégorisée dans les aires de moins de 50 000 habitants,.

### Occupation des sols
L'occupation des sols de la commune, telle qu'elle ressort de la base de données européenne d’occupation biophysique des sols Corine Land Cover (CLC), est marquée par l'importance des territoires agricoles (93,7 % en 2018), une proportion sensiblement équivalente à celle de 1990 (93,9 %). La répartition détaillée en 2018 est la suivante : 
terres arables (47,7 %), prairies (46 %), forêts (4 %), zones urbanisées (2,3 %). L'évolution de l’occupation des sols de la commune et de ses infrastructures peut être observée sur les différentes représentations cartographiques du territoire : la carte de Cassini (XVIIIe siècle), la carte d'état-major (1820-1866) et les cartes ou photos aériennes de l'IGN pour la période actuelle (1950 à aujourd'hui).

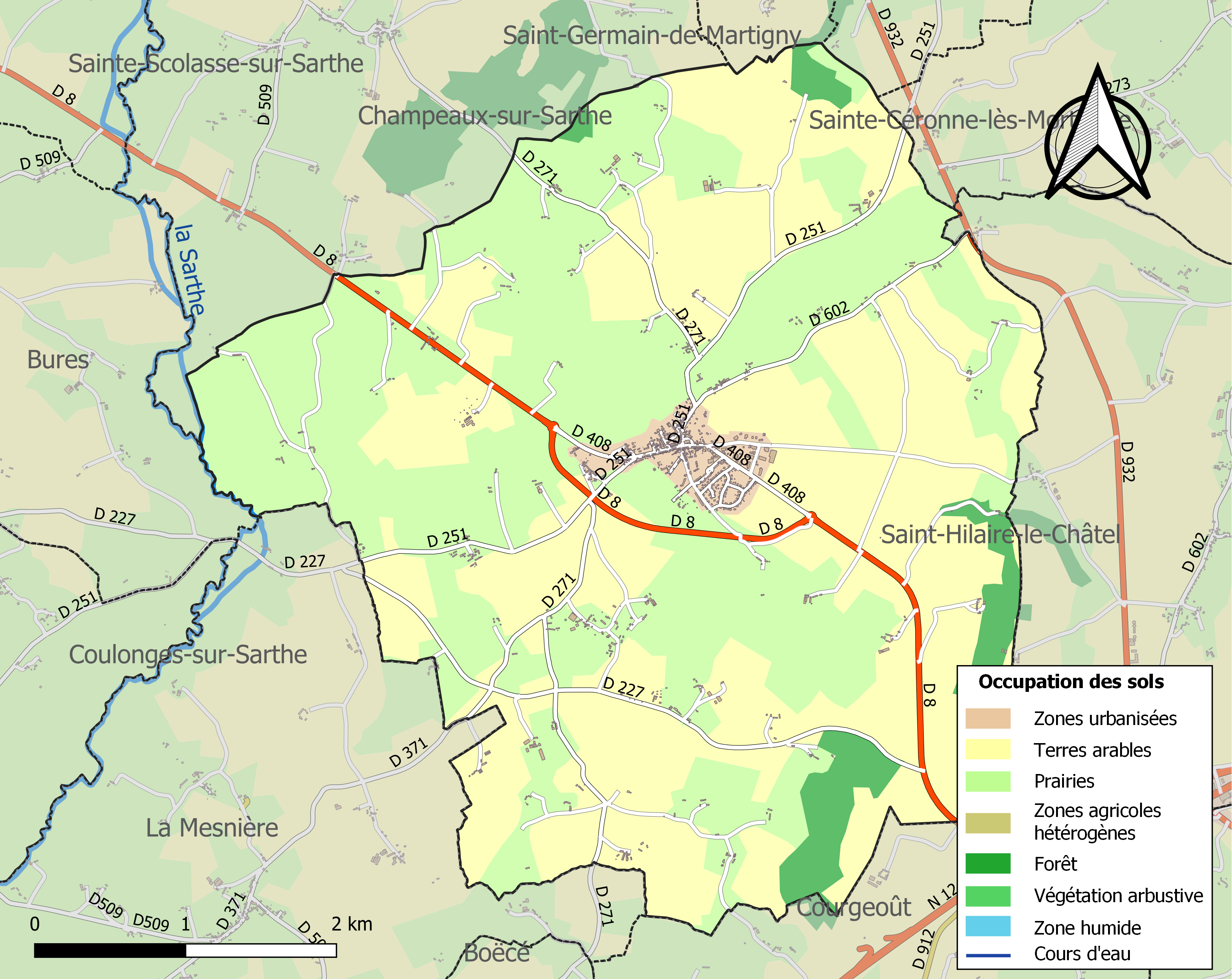
Carte des infrastructures et de l'occupation des sols de la commune en 2018 (CLC).

## Toponymie
Le toponyme Bazoches-sur-Hoëne est issu de l'ancien français baselche ou basoche, « église », issu lui -même du latin basilica qui avait un sens plus large et a évolué en français vers basilique.
L'Hoëne, affluent de la Sarthe, traverse le territoire au nord du bourg.
Le gentilé est Bazochéen .

## Histoire
L'affaire criminelle Marie-Julie Clain, accusée d'infanticide, s'est déroulée dans cette commune en 1860.
Le 14 août 1944, l'explosion accidentelle d'un barrage de mines posé par les Américains a causé la mort de six des leurs ainsi que de cinq habitants de la commune.
En 1965, Bazoches-sur-Hoëne (610 habitants en 1962 ) absorbe Courtoulin (55 habitants), au sud de son territoire.

## Héraldique
| Blason de Bazoches-sur-Hoëne | Blason  | De gueules à la fasce ondée d’argent accompagnée, en chef, d’un mortier de juge de sable galonné d'or et, en pointe, d’une balance du même, à la bordure d'hermine. |
| Blason de Bazoches-sur-Hoëne | Détails | |

## Politique et administration
| Période                                  | Période   | Identité     | Étiquette         | Qualité |
| ---------------------------------------- | --------- | ------------ | ----------------- | --- |
| ?                                        | ?         | M. Séguret   | RPF puis UNR      | Conseiller général (1945-1964)                                                                                |
| 1965                                     | mars 2001 | Léon Ganivet | DVD puis UDF-Rad. | Conseiller général (1964-2001)                                                                                |
| mars 2001                                | En cours  | Jean Lamy    | DVD               | Conseiller général (depuis 2008), vice-président de la communauté de communes du Bassin de Mortagne-au-Perche |
| Les données manquantes sont à compléter. |           |              |                   | |

Le conseil municipal est composé de quinze membres dont le maire et trois adjoints.
Léon Ganivet (1923-2014), maire de 1965 à 2001, a été maire honoraire de la commune de Bazoches-sur-Hoëne après ses trente-six années passées à la tête de la mairie de la ville.

## Démographie
L'évolution du nombre d'habitants est connue à travers les recensements de la population effectués dans la commune depuis 1793. Pour les communes de moins de 10 000 habitants, une enquête de recensement portant sur toute la population est réalisée tous les cinq ans, les populations de référence des années intermédiaires étant quant à elles estimées par interpolation ou extrapolation. Pour la commune, le premier recensement exhaustif entrant dans le cadre du nouveau dispositif a été réalisé en 2004.
En 2022, la commune comptait 833 habitants, en évolution de −4,36 % par rapport à 2016 (Orne : −3,21 %, France hors Mayotte : +2,11 %).
Bazoches-sur-Hoëne a compté jusqu'à 1 451 habitants en 1836.
| 1793  | 1800  | 1806  | 1821  | 1836  | 1841  | 1846  | 1851  | 1856  |
| ----- | ----- | ----- | ----- | ----- | ----- | ----- | ----- | ----- |
| 1 406 | 1 349 | 1 375 | 1 390 | 1 451 | 1 443 | 1 407 | 1 343 | 1 294 |

| 1861  | 1866  | 1872  | 1876  | 1881  | 1886  | 1891 | 1896 | 1901 |
| ----- | ----- | ----- | ----- | ----- | ----- | ---- | ---- | ---- |
| 1 272 | 1 200 | 1 154 | 1 164 | 1 094 | 1 037 | 987  | 880  | 818  |

| 1906 | 1911 | 1921 | 1926 | 1931 | 1936 | 1946 | 1954 | 1962 |
| ---- | ---- | ---- | ---- | ---- | ---- | ---- | ---- | ---- |
| 755  | 707  | 618  | 640  | 589  | 622  | 596  | 613  | 610  |

| 1968 | 1975 | 1982 | 1990 | 1999 | 2004 | 2006 | 2009 | 2014 |
| ---- | ---- | ---- | ---- | ---- | ---- | ---- | ---- | ---- |
| 624  | 615  | 797  | 898  | 918  | 928  | 903  | 944  | 886  |

| 2019 | 2022 | - | - | - | - | - | - | - |
| ---- | ---- | - | - | - | - | - | - | - |
| 840  | 833  | - | - | - | - | - | - | - |

| 1793 | 1800 | 1806 | 1821 | 1831 | 1836 | 1841 | 1846 | 1851 |
| ---- | ---- | ---- | ---- | ---- | ---- | ---- | ---- | ---- |
| 226  | 187  | 200  | 168  | abs. | 181  | 177  | 181  | 183  |

| 1856 | 1861 | 1866 | 1872 | 1876 | 1881 | 1886 | 1891 | 1896 |
| ---- | ---- | ---- | ---- | ---- | ---- | ---- | ---- | ---- |
| 160  | 151  | 130  | 167  | 140  | 112  | 114  | 111  | 88   |

| 1901 | 1906 | 1911 | 1921 | 1926 | 1931 | 1936 | 1946 | 1954 |
| ---- | ---- | ---- | ---- | ---- | ---- | ---- | ---- | ---- |
| 89   | 91   | 75   | 61   | 62   | 68   | 59   | 55   | 57   |

| 1962 | - | - | - | - | - | - | - | - |
| ---- | - | - | - | - | - | - | - | - |
| 55   | - | - | - | - | - | - | - | - |

## Lieux et monuments

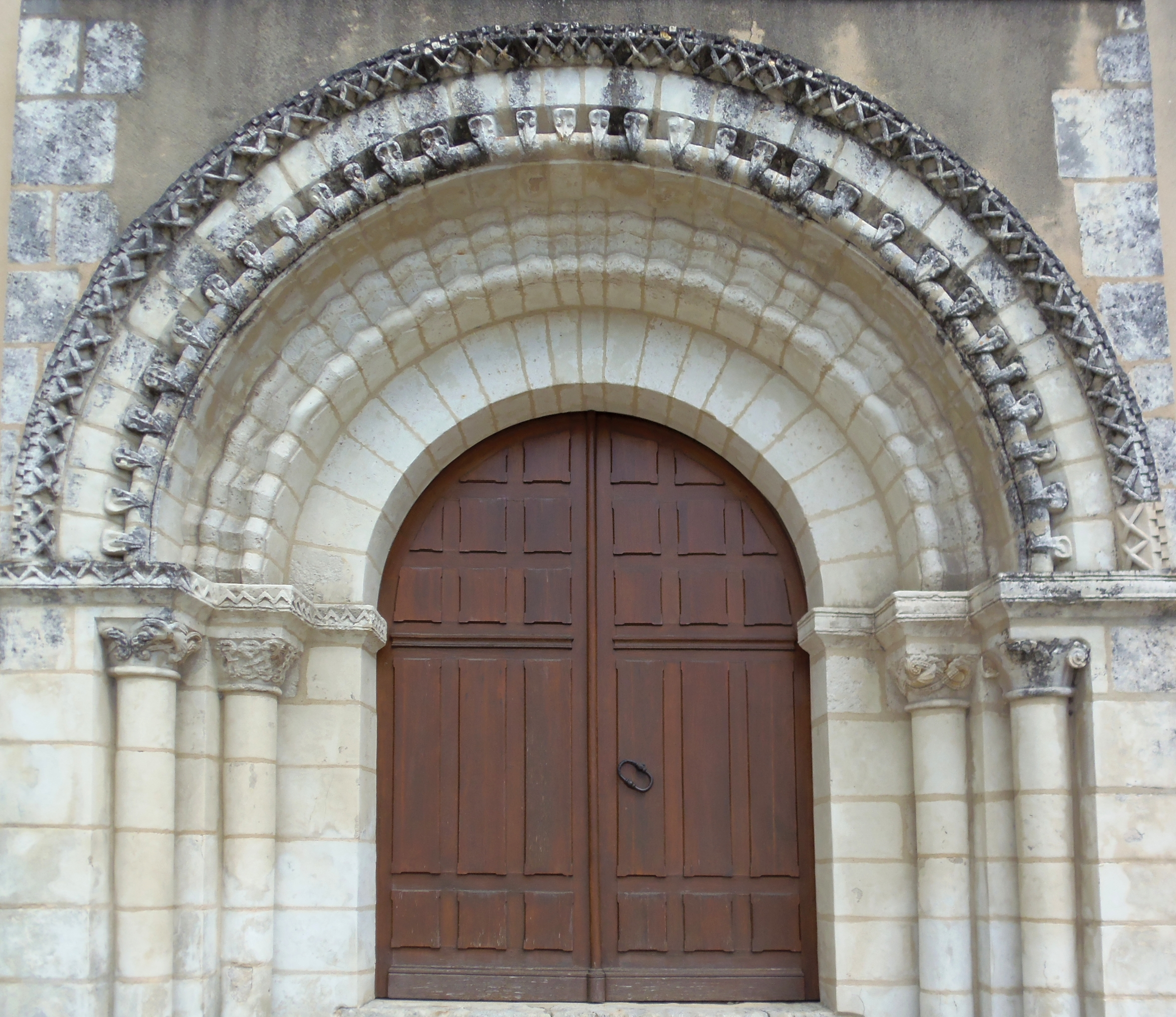
Le portail de l'église Saint-Pierre.

- Église Saint-Pierre de Bazoches, portail du XIIe siècle.
- Église Saint-Hilaire de Courtoulin.
- Château de Courtoulin.
- L'ancien presbytère, datant du XVIIIe siècle, restauré en 1855, puis en 2012. Aujourd'hui, ce bâtiment est devenu la mairie[32].
- Manoir de Courthioust du XVe siècle[33].
- Vestiges d'une motte féodale[34].

## Activité, label et manifestations

### Label
La commune est une ville fleurie (trois fleurs) au concours des villes et villages fleuris.

### Sports
- L'Amicale Club de Bazoches fait évoluer deux équipes de football en division de district[36].

## Personnalités liées à la commune
- Jacques Antoine Bertre (1776 à Bazoches-sur-Hoëne - 1834), ingénieur géographe.